# Pietro Volpes

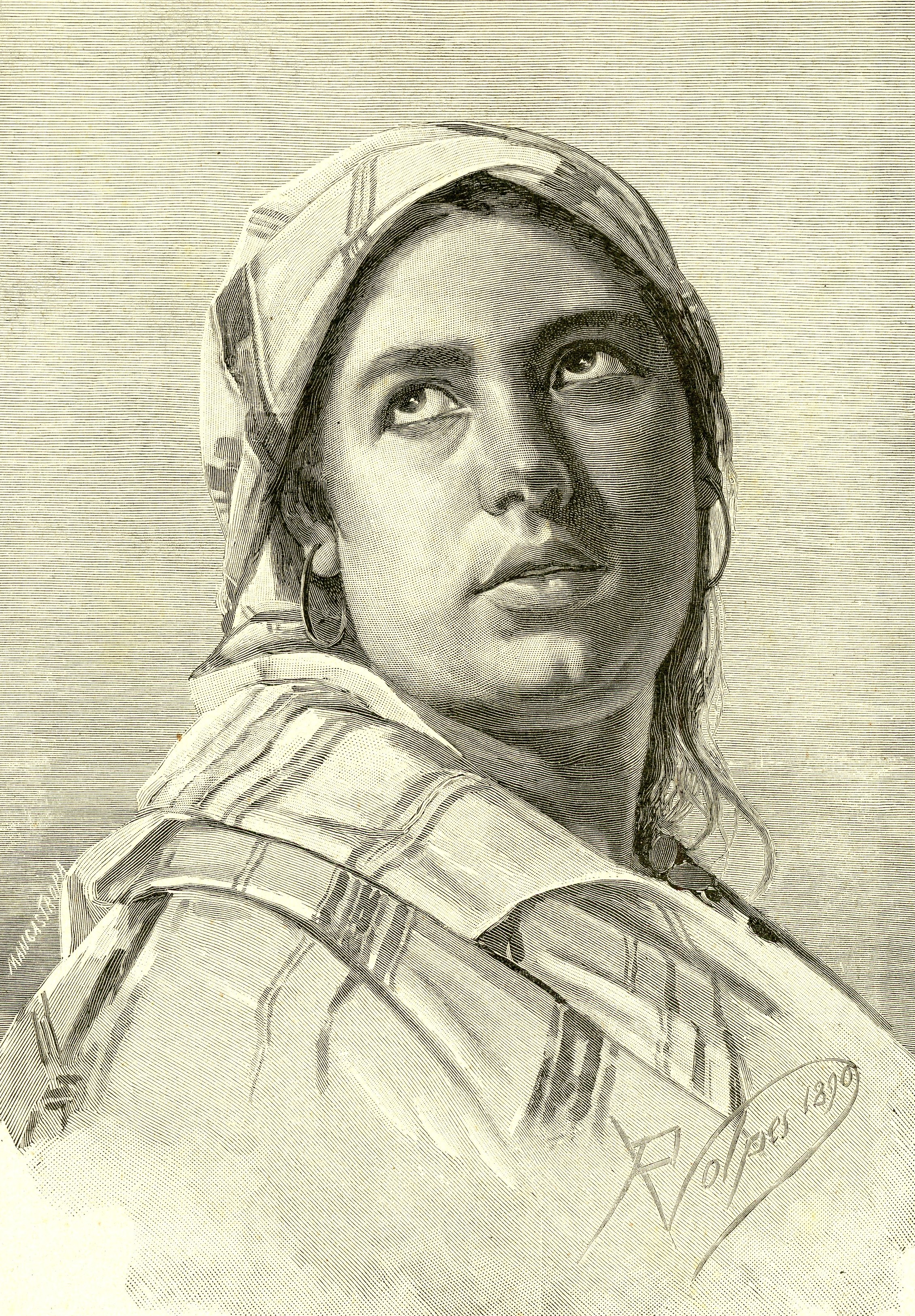
Gravure de Pietro Volpes en 1890.

Pietro Volpes (né le 28 octobre 1827 à Palerme et mort le 8 mars 1924 dans cette même ville), est un peintre italien.

## Biographie
Il étudia d'abord avec Giuseppe Patania, puis avec Andrea D'Antoni. En raison de son antipathie pour les règles de la Maison de Bourbon-Siciles de Naples, il n'a jamais été en compétition pour des bourses afin d'étudier à Rome. En 1848 il combat avec les forces révolutionnaires en Sicile. En 1858, il obtient la permission de se rendre à Rome, où il réside deux ans. 
Il reçoit une médaille à l'Exposition internationale 1886 de Liverpool (en). Son œuvre Famiglia Povera est située dans la Galerie d'art moderne de Palerme.
Il était très demandé en tant que professeur, parmi ses élèves on compte Onofrio Tomaselli, Eleonora Arangi et le sculpteur Antonio Ugo. Il a reçu une médaille par le Cercle artistique de Palerme en 1919. 
Il est enterré au cimetière Santa Maria dei Rotoli à Palerme.

## Œuvres
Parmi ses œuvres on peut citer : 
- Portrait d'un Roi, récompensé par une médaille d'or de deuxième classe en 1853 à Palerme.
- Portrait muliebre, également récompensé d'une médaille d'or à Palerme.
- La moglie di un esule (L'épouse d'un exilé), en 1865, au Musée National de Palerme.
- Il reazionario de prete et la preghiera , exposés en 1861 à Florence.
- Repos pendant la Fuite en Égypte, pour l'église de l'Olivella à Palerme.
- Voluttà estiva
- Intérieur de la Chapelle Palatina
- Intérieur de la Chapelle Palatina (autre version)
- Un assente al Te Deum, œuvre qui a soulevé la colère des prélats, qui cherchaient à détruire l'œuvre.
- Famiglia Povera, située dans la Galerie d'art moderne de Palerme.